# Siphlaenigma
Siphlaenigma is een geslacht van haften (Ephemeroptera) uit de familie Siphlaenigmatidae.

## Soorten
Het geslacht Siphlaenigma omvat de volgende soorten:
- Siphlaenigma janae